# Emilia Unda
Emilia Unda, auch Emilie Unda, (* 29. Januar 1879 in Riga, Gouvernement Livland; † 7. Dezember 1939 in Berlin) war eine deutsch-baltische Schauspielerin im Theater und im Film.

## Am Theater
Die Künstlerin, die aus dem damals zum Russischen Kaiserreich gehörenden Livland stammte, trat ihr erstes deutsches Festengagement 1904 am Stadttheater von Metz (Lothringen) an. 1906 ging Emilie Unda zum Bernarts-Theater nach Aachen, im Jahr darauf folgte sie einer Verpflichtung für fünf Spielzeiten an das Düsseldorfer Schauspielhaus (1907–1912). Ihr erster Berliner Auftritt brachte sie 1912 an das Komödienhaus, doch verließ die stämmige Schauspielerin bereits im Jahr darauf wieder die Hauptstadt und schloss sich für vier Spielzeiten (1913–1917) den Münchner Kammerspiele an. Nach einer erneuten Stippvisite in Berlin 1917/1918 – in dieser Zeit gab sie auch ihr Filmdebüt – ging Emilia Unda für eine Saison an die Hamburger Kammerspiele, ehe sie sich 1919 endgültig in Berlin niederließ, einer Verpflichtung an die Tribüne folgend. Unda war seit 1918 (wohl in mindestens zweiter Ehe) verheiratet mit dem Architekten Hugo Häring. Sie feierte ihre größten Erfolge unter Victor Barnowsky, meist übernahm sie gewichtige Charakterrollen.

## Beim Film
Als Emilia Unda nach dem Ersten Weltkrieg in Berlin zum Film kam, spielte sie bereits im Matronenfach. Zu den filmhistorisch wichtigsten Stummfilmen, in denen sie in Nebenrollen mitgewirkt hat, zählt Friedrich Wilhelm Murnaus Bauerndrama Der brennende Acker (1921/1922, mit Werner Krauß, Eugen Klöpfer und Lya de Putti). Ihre erste größere Rolle spielte Emilia Unda als Schustersfrau in Wilhelm Dieterles Tolstoi-Verfilmung Der Mensch am Wege (1923). Den Höhepunkt ihrer Filmkarriere erreichte sie in der frühen Tonfilmzeit durch Rollen in Robert Siodmaks Liebesfilm Abschied (1930, mit Brigitte Horney und Aribert Mog) und in Eugen Schüfftans Lustspiel Das Ekel (1931, mit Max Adalbert). Am nachhaltigsten hat Emilia Unda sich dem Publikum jedoch als Darstellerin der Oberin in Leontine Sagans Internatsfilm Mädchen in Uniform (1931, mit Hertha Thiele und Dorothea Wieck) ins Gedächtnis geprägt. Hier überzeugte Emilia Unda als herrisch-kalte, Ordnung und Drill als oberste Erziehungsprinzipien preisende Heimleiterin, ohne diese, Gefühle nicht zulassende preußische Zuchtmeisterin zu denunzieren. Mitte der 1930er Jahre zog sich Emilie Unda ins Privatleben zurück.

## Filmografie
- Es werde Licht!, 4. Teil: Sündige Mütter (Richard Oswald, 1918) – Therese Kallenbach
- Freie Liebe (Max Mack, 1919)
- Der Tod und die Liebe (Paul Otto, 1919) – die alte Tekki - Vera-Filmwerke
- Der brennende Acker (Friedrich Wilhelm Murnau, 1921/22) – die alte Magd
- Am Rande der Großstadt (Hanns Kobe, 1922)
- Der steinerne Reiter (Fritz Wendhausen, 1922/23) - Schaffnerin
- Der Mensch am Wege (Wilhelm Dieterle, 1923) – die Frau des Schusters
- Abschied (Robert Siodmak, 1930), Frau Weber, Pensionsinhaberin
- Voruntersuchung (Robert Siodmak, 1931)
- Mädchen in Uniform (Leontine Sagan, 1931) – Fräulein von Nordeck zur Nidden, Oberin
- Das Ekel (Eugen Schüfftan, Franz Wenzler, 1931) – Hermine Bulcke
- Gehetzte Menschen (Friedrich Fehér, 1932) – Frau des Bürgermeisters
- Der weiße Dämon (Kurt Gerron, 1932)
- Scherben bringen Glück (Kurz-Spielfilm; Curt Bois, 1932)
- Das erste Recht des Kindes (Fritz Wendhausen, 1932)
- Baby (Karel Lamač, 1932) – Fräulein Fitz
- Manolescu, der Fürst der Diebe (Willi Wolff, 1932/33)
- Der alte und der junge König (Hans Steinhoff, 1934/35) – Frau von Ramen
- Barcarole (Gerhard Lamprecht, 1934/35) - Wirtin

## Hörspiele
- 1932: Hermann Kasack: Der Ruf (Mutter) – Regie: Edlef Köppen  (Hörspiel - RRG)